# Niebieski żołnierz
Niebieski żołnierz – amerykański western z 1970 roku w reżyserii Ralpha Nelsona na podst. na podstawie powieści „Arrow in the Sun” Theodora V. Olsena. Film nakręcono w Meksyku.

## Fabuła
W 1877 roku na Terytorium Kolorado pewien oddział kawalerii zostaje zmasakrowany przez Czejenów. Przeżyły tylko dwie osoby: ciamajdowaty szeregowy Honus i śliczna Cresta, którą przez dwa lata niewolili Czejenowie. Honus nie może się pozbierać widząc martwych towarzyszy. Także bulwersuje go jak Cresta okrada zmarłych z potrzebnych artykułów. Gdy dowiaduje się Czejenami dowodził Cętkowany Wilk, mąż Cresty w trakcie jej niewoli, uważa że przyszli po nią. Cresta protestuje, sugerując że Czejenowie chcieli okraść kawalerię z przewożonego żołdu. Razem muszą dotrzeć do bazy kawalerii, fortu Reunion, gdzie na Crestę czeka jej narzeczony por. McNair.
Cresta sprzecza się z Honusem nt. Indian mówiąc że ich okrucieństwo jest usprawiedliwione traktowaniem ich przez rząd Stanów Zjednoczonych. Honus zarzuca jej kłamstwa o tym jak była świadkiem brutalnego obchodzenia z indiańskimi wioskami przez wojsko. Idąc razem starą droga, Cresta wyznaje, że wychodzi za McNaira wyłącznie dla pieniędzy. Pewnego razu para trafia na oddział Kiowów. By uniknąć gorszych konsekwencji Cresta wrabia Honusa w pojedynek z przywódcą Kiowów. Udaje mu się pokonać, ale nie może przekonać się do odebrania mu życia. Towarzysze dobijają wodza i odchodzą zostawiając żywych. Wędrówka Cresty i coraz bardziej zaradnego Honusa trwa, a tymczasem po drodze między nimi rodzą się różne uczucia.
Trafiają na obozowisko obwoźnego handlarza Isaaca Q. Cumbera. Honus podejrzewa, że Cumber że rozpoznał Crestę jako dawną żonę Cętkowanego Wilka, z którym handluje bronią. Cresta przyznaje się do znajomości z Cumber. Wygarnia, że opuściła Czejeneów z powodu zbyt dużych różnic, a i tak wolałaby z nimi żyć niż własnymi rodakami pełnymi hipokryzji. Cumber bierze obu jako zakładników, by nie wydali jego sekretów. Cumber zostawia ich, by zawiadomić Cętkowanego Wilka. Wspólnymi siłami Honus i Cresta się uwalniają i uciekają na jednym z koni. Uprzednio Honus podpala wóz Cumbera, by nie sprzedawał broni jego wrogom. Przyciąga to uwagę Cumbera, który udaje się za nimi w pościg na koniu. Honus zostaje przez niego postrzelony. Cresta zaciera ślady i opatruje rany Honusowi indiańskimi sposobami. W końcu oboje do siebie zbliżają.
Cresta decyduje dalej sama do fortu, by wysłać po wciąż kurującego się Honusa oddział wojska z potrzebnymi artykułami. Po dotarciu do bazy okazuje się, że następnego dnia ma nastąpić atak na wioskę Czejenów i pomoc Honusowi nie jest możliwa. Cresta orientuje, że wioska jest jej znana i pokojowa nastawiona. Bez zwlekania niespostrzeżenie wykrada konia i udaje do wioski, by ostrzec Cęktowanego Wilka. Tymczasem Honus na własną rękę idzie do fortu i zostaje odnaleziony przez żołnierzy przygotujących do bitwy z Czejenami. Cętkowany Wilk ignoruje ostrzeżenia Cresty wierząc w pokojowe intencje amerykańskiego rządu. Akceptuje wybór Cresty Honusa jako nową miłość.
Tymczasem Honus bez skutku prosi pułkownika Inversona, by pertraktował z Crestą, by ta przekonała Czejenów o zaniechanie walki. Gdy Cętkowany Wilk wychodzi z amerykańską flagą jako znak pokoju, McNair zmuszony przez Inversona rozpoczyna atak na bezbronnych Czejenów. Honus próbuje zatrzymać atak ze względu na obecność Cresty w wiosce. Rozpoczyna się brutalna bitwa. W końcu ranny Inverson rozkazuje spalić wioskę. Szukający Cresty Honus jest świadkiem okrucieństw kawalerii wobec Czejenów, szczególnie gwałtów na kobietach i zabijania dzieci. Cresta jako biała kobieta zostaje oszczędzona, ale zmuszona patrzeć jak ukrywające kobiety i dzieci są bezwzględnie mordowane. Gdy Honus w końcu odnajduje Crestę, ta prosi go o modlitwę wobec zabitych. Po bitwie ogłoszonej jako sukces cywilizowanego świata Honus zostaje aresztowany za zdradę, a Cresta ciesząc że przeżył zostaje z nielicznymi ocalałymi Czejenami.

## Obsada
- Candice Bergen – Kathy Maribel „Cresta” Lee
- Peter Strauss – szeregowy Honus Gent
- Donald Pleasence – Isaac Q. Cumber
- John Anderson – pułkownik Inverson
- Jorge Rivero – Cętkowany Wilk
- Dana Elcar – kapitan Battles
- Bob Carraway – porucznik John McNair
- Martin West – porucznik Springarn
- Mort Mills – sierżant O’Hearn
- Marco Antonio Arzate – wódz Kiowów

## Odbiór
Wojciech Wierzewski na łamach Filmu dał pozytywną recenzję wskazując na współczesne odniesienia, w tym aktualnej wówczas wojny wietnamskiej. Chwalił szczególnie sceny wędrówki głównych bohaterów oraz rozwój charakterologiczny Honusa.